# Rang taxonomic

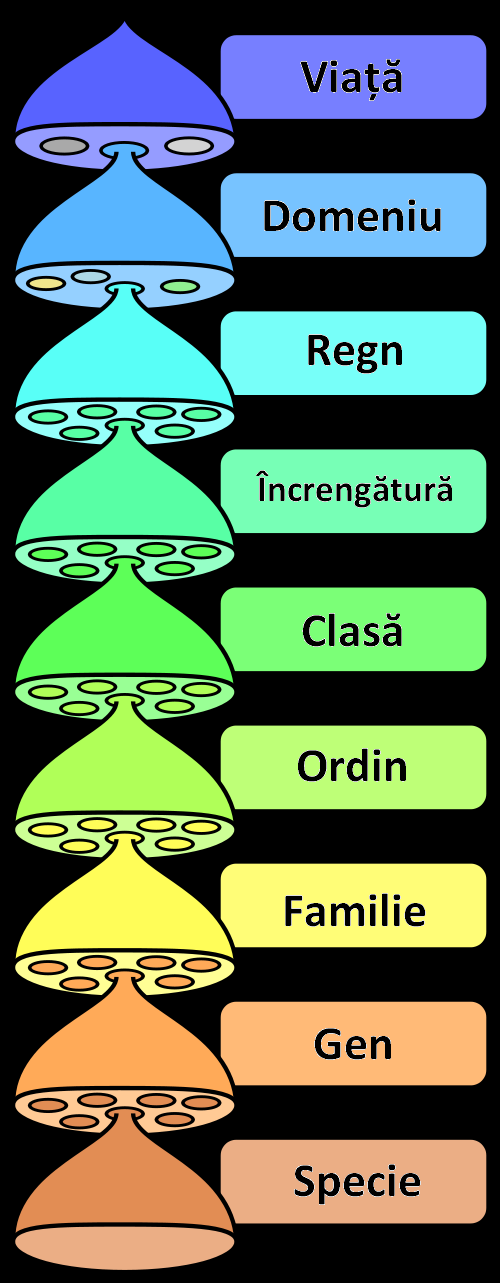

În taxonomie, rangul este nivelul (poziția relativă) dintr-o ierarhie taxonomică. Exemple de ranguri taxonomice sunt: speciile, genurile, familiile și clasele. 
Fiecare rang subsumează în cadrul său un număr de categorii mai puțin generale. Rangul speciilor, și specificarea genului căruia îi aparține specia este de bază, asta însemnând că nu este neapărat necesar să specificăm alte ranguri decât acestea. 

## Ranguri principale
| Ranguri taxonomice principale |         |                            |                         |
| Latină                        | Latină  | Română                     | Română                  |
| regio                         | regio   | domeniu                    | domeniu                 |
| regnum                        | regnum  | regn                       | regn                    |
| phylum                        | divisio | încrengătură (în zoologie) | diviziune (în botanică) |
| classis                       | classis | clasă                      | clasă                   |
| ordo                          | ordo    | ordin                      | ordin                   |
| familia                       | familia | familie                    | familie                 |
| genus                         | genus   | gen                        | gen                     |
| species                       | species | specie                     | specie                  |